# Darlington (Missouri)
Darlington é uma vila localizada no estado americano de Missouri, no Condado de Gentry.

## Demografia
Segundo o censo americano de 2000, a sua população era de 113 habitantes.
Em 2006, foi estimada uma população de 107, um decréscimo de 6 (-5.3%).

## Geografia
De acordo com o United States Census Bureau tem uma área de
1,1 km², dos quais 1,1 km² cobertos por terra e 0,0 km² cobertos por água. Darlington localiza-se a aproximadamente 258 m acima do nível do mar.

## Localidades na vizinhança
O diagrama seguinte representa as localidades num raio de 20 km ao redor de Darlington.